# حرائق غابات أوريغون 2018
حرائق غابات أوريغون 2018 حرائق الغابات في ولاية أوريغون في الولايات المتحدة في عام 2018 تشمل حريق بوسكار وقراهام وجاك نايف.
في يوليو قُتل شخص واحد بنيران المحطة الفرعية، التي دمرت أيضًا منزل تشارلز إي نيلسون.

## حرائق الغابات
الحرائق تسببت في حرت أكثر من 1000 فدان، كما تسببت في أضرار هيكلية كبيرة وخسائر في الأرواح.